# Отун (озеро)
Озеро Оту́н (ісп. Laguna del Otún) — невелике озеро у Національному парку Лос-Невадос, в колумбійському департаменті Рисаральда. Озеро розташоване на висоті 3900 м над рівнем моря та займає площу 1,5 км². Озеро льодовикового походження та має живлення талою водою з льодовиків гори Невадо-Санта-Ісабель. Від озера починається річка Отун, що забезпечує водою міста Перейра і Доскебрадас.
На озері гніздяться кілька рідкісних видів птахів, таких як колумбійська мала гуска (Merganetta armata columbiana), андійська ямайська савка (Oxyura jamaicensis andina), колумбійська крапчаста чирянка (Anas flavirostris andium) і андійський баранець (Gallinago jamesoni).
В озері мешкає велика популяція райдужного пструга, інтродукованого для спортивної рибалки, що є головним зайняттям відвідувачів озера.

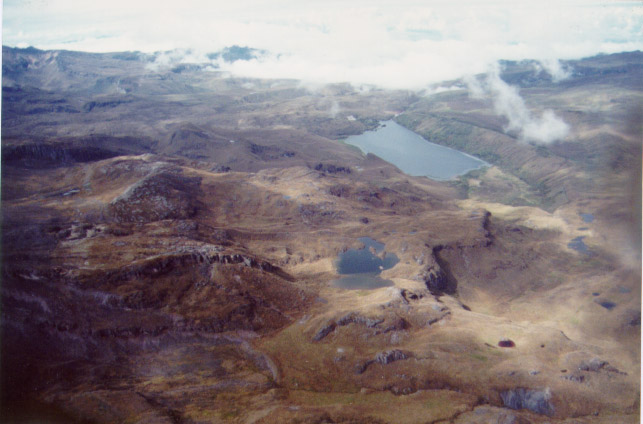